# AMC Javelin
El AMC Javelin es un automóvil estadounidense de dos puertas y capota rígida, equipado con motor delantero y tracción trasera. Fue fabricado por American Motors Corporation (AMC) en dos generaciones, con una gama de modelos para los años 1968-1970 y otra para los años 1971-1974. El automóvil se comercializó en el segmento del mercado estadounidense denominado pony car.
Diseñado por Dick Teague, el Javelin estaba disponible en una gran variedad de niveles de equipamiento y motor, desde versiones pony car relativamente económicas, hasta variantes deportivas enmarcadas en la clase de los muscle cars. La mayor parte de los Javelin se fabricaron en la factoría de Kenosha, pero también se ensamblaron bajo licencia en Alemania, México, Filipinas, Venezuela y Australia, y se comercializaron a nivel mundial.
Ganador de la serie de carreras Trans-Am en 1971, 1972 y 1976, la variante AMX de segunda generación fue el primer pony car que se utilizó como vehículo policial estándar de las patrullas de carretera en los Estados Unidos.

## Desarrollo

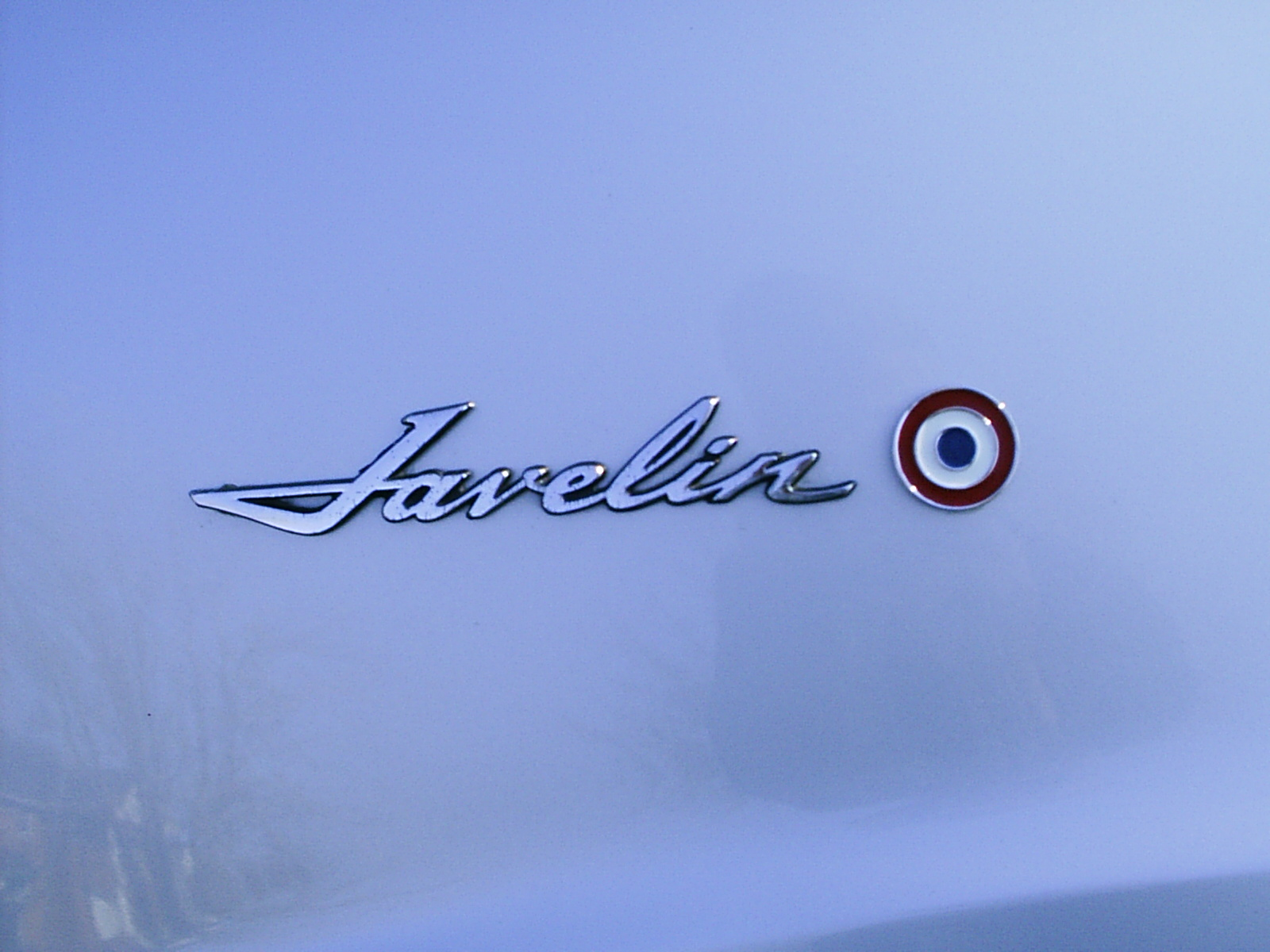
Emblema del AMC Javelin

El Javelin permitió la introducción de la compañía American Motors en el mercado de los pony cars, un segmento generado por el exitoso lanzamiento del Ford Mustang, aunque no fuese el primer vehículo de este tipo en ser presentado. El diseño del Javelin evolucionó a partir de dos prototipos denominados AMX, que se presentaron en el circuito de exhibición "Proyecto IV" de AMC durante 1966. Uno era el "AMX" (la versión de dos asientos con carrocería de fibra de vidrio) y el otro era el "AMX II" (con cuatro asientos). Ambos diseños reflejaban la estrategia de la compañía de despojarse de su imagen de "automóvil económico" y atraer a un mercado más joven y orientado a coches de mejor rendimiento.
Las ventas de convertibles estaban cayendo, y AMC carecía por entonces de los recursos necesarios para diseñar una versión con portón trasero y otra de tres volúmenes, opciones que sí estaban disponibles en el Mustang y en el Plymouth Barracuda de segunda generación, por lo que el equipo de diseño de AMC dirigido por Dick Teague concibió un único estilo de carrocería, descrita como "una suave línea del techo con una solución a medio camino entre un portón y un maletero ayudó a diferenciar al Javelin de otros automóviles de tipo pony".
El Javelin se construyó sobre la plataforma "compacta" del Rambler American "junior", diseñado exclusivamente como un modelo de capota rígida de dos puertas ideado para ser un pony car "moderno", elegante y asequible, también disponible en versiones muscle car de alto rendimiento. "A pesar de la insistencia de los gerentes de la compañía en cosas como un buen espacio disponible en el maletero y en el asiento trasero, Teague logró dotar al Javelin de lo que él denominó el aspecto de 'camiseta mojada': curvas voluptuosas sin una pizca de 'gordura'."

## Primera generación

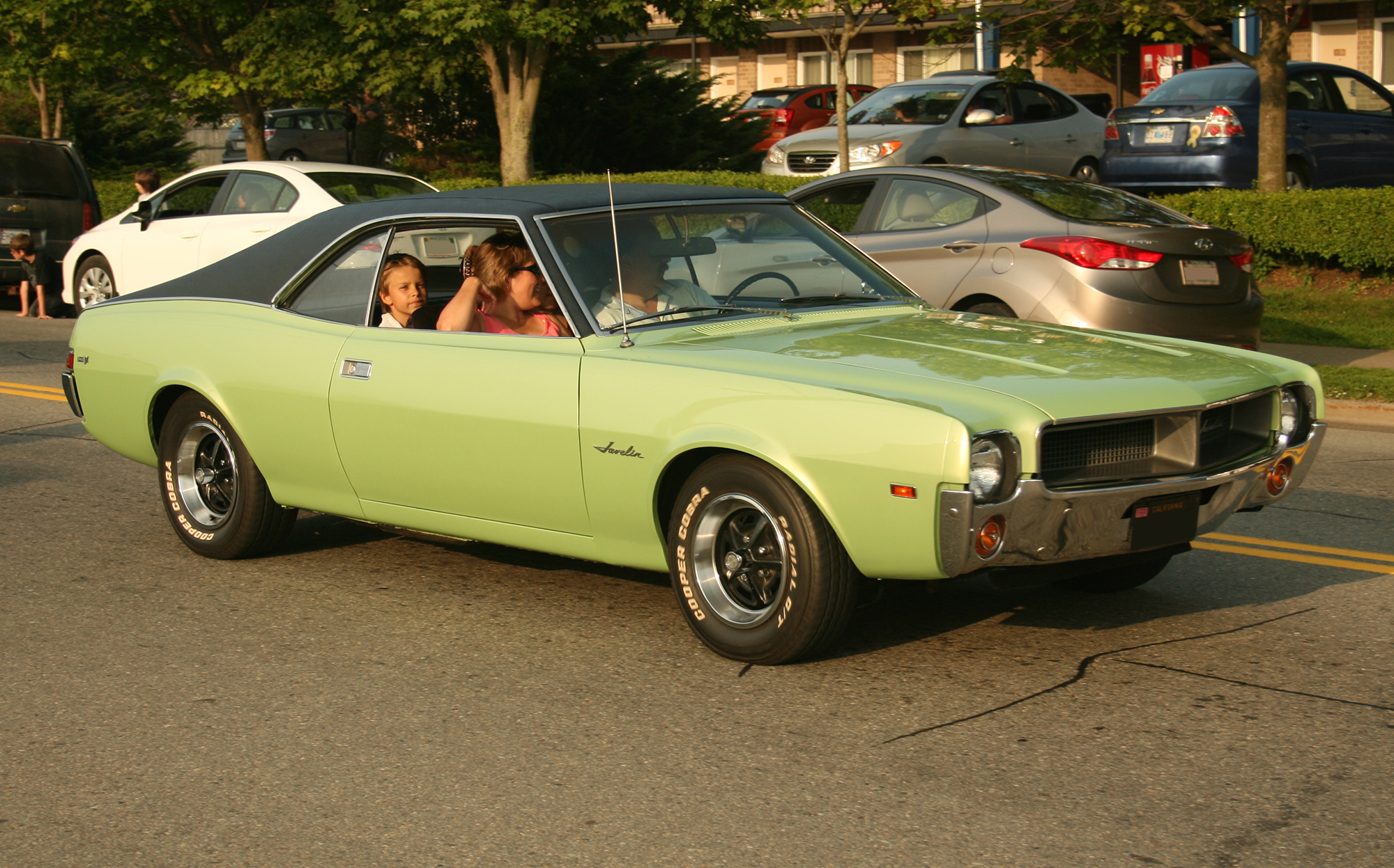
AMC Javelin de 1968

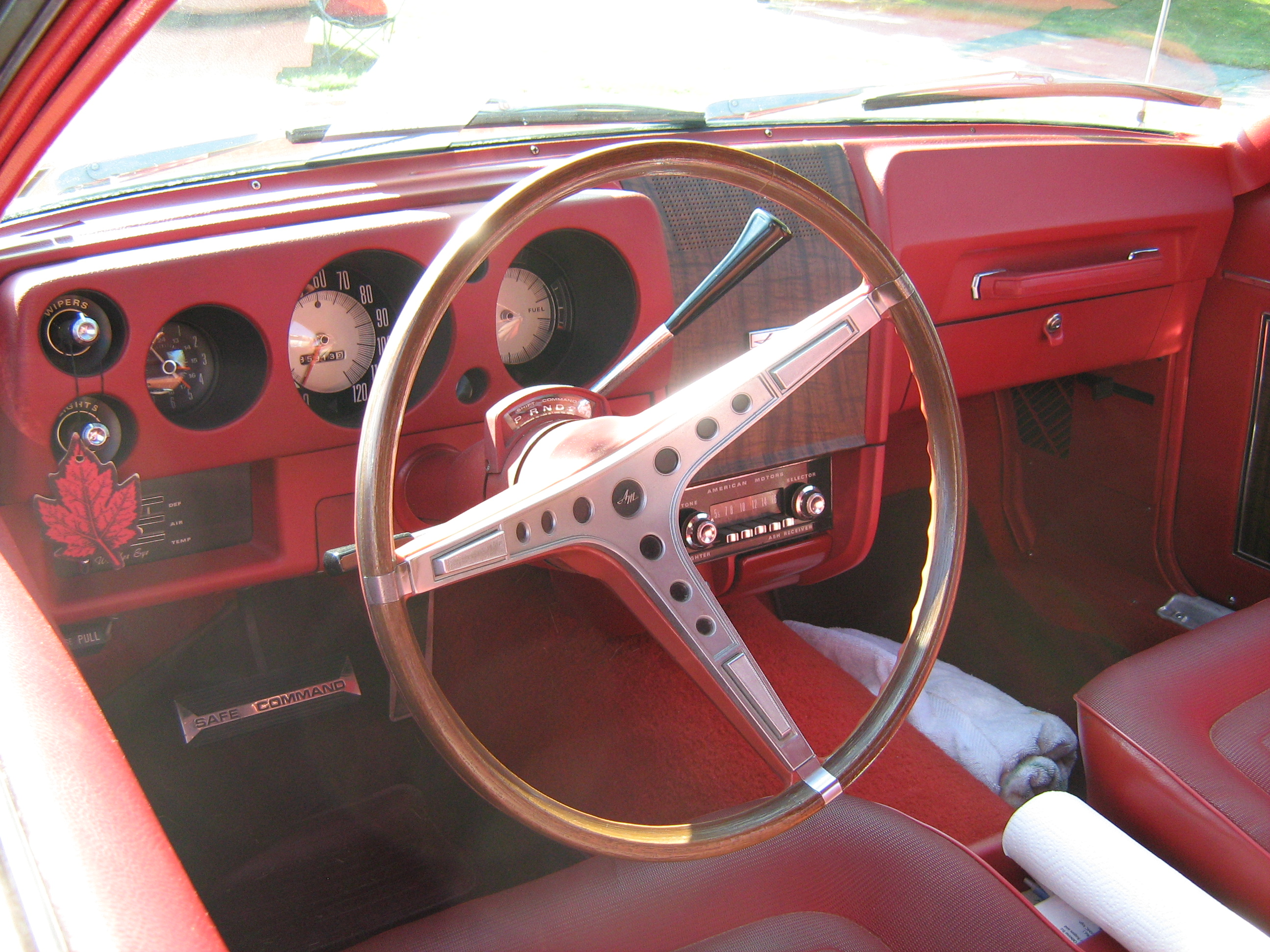
Interior del SST

El Javelin debutó el 22 de agosto de 1967 para la temporada de 1968 y los nuevos modelos se pusieron a la venta a partir del 26 de septiembre de 1967, con precios que comenzaron en 2743 dólares.
El automóvil incorporó varias innovaciones de seguridad, incluidos los postes interiores del parabrisas, que fueron "el primer uso en la industria del automóvil de un acolchado de seguridad de fibra de vidrio", y las manijas de las puertas estilo paleta montadas al ras. Para cumplir con los estándares de seguridad de la NHTSA, disponía de luces de marcado laterales exteriores y cinturones de seguridad de tres puntos y reposacabezas para los asientos delanteros, mientras que el interior carecía de molduras brillantes para ayudar a reducir el deslumbramiento.
American Motors comercializó el Javelin resaltando que ofrecía "un acceso cómodo, con más espacio interior y para el equipaje que la mayoría de sus rivales" con espacio adecuado para las piernas y la cabeza en la parte trasera y con una capacidad de maletero de 10,2 pies cúbicos (288,83 L). Carecía de ventanillas deflectoras laterales de ventilación, que se lograba mediante unas aberturas en las puertas controladas por válvulas de aleta ajustables en la parte inferior de los reposabrazos de las puertas. Todos los Javelin venían con asientos individuales de cubierta delgada y un interior completamente alfombrado, mientras que el modelo SST tenía elementos adicionales para disponer de un acabado más completo y un mayor confort, que incluían respaldos de los asientos delanteros reclinables, molduras de paneles de puertas con vetas de madera simuladas y un volante de estilo deportivo. Los instrumentos y controles del Javelin estaban ubicados en el fondo de un panel acolchado, y el resto del tablero estaba retirado hacia adelante, lejos del pasajero.
La parte delantera del automóvil tenía lo que AMC llamó un aspecto de "doble venturi", con una rejilla de panal empotrada y faros delanteros montados en el exterior, y las señales de giro a juego se colocaron en el parachoques. Disponía de un par de tomas de aire simuladas en el capó y el parabrisas estaba inclinado a 59 grados para dotar al coche de una "apariencia general deportiva".
La revista Road & Track comparó favorablemente un Javelin con sus competidores tras su presentación en 1968, describiendo su "motor grande, pesado y súper potente" como "una ventaja en un vehículo tan pequeño", y calificando su estilo como "agradable". Por su parte, Motor Trend situó al Javelin en la cima de la categoría de los "deportivos-personales" en su edición anual del "Auto del Año", y reseñó que era "el logro más significativo entre los coches completamente nuevos del año" y "la nueva entrada más notable en [su] clase".
Disponible solo con capota rígida y una carrocería de dos puertas, el Javelin se comercializó en una serie de versiones de gama básica, completadas con las versiones "SST" de gama alta. Los motores estándar eran AMC XJ 4.0 de seis cilindros en línea y 232 pulgadas cúbicas (3,8 L) o un motor AMC V8 de 290 pulgadas cúbicas (4,8 L) con carburador de dos cuerpos. Como opción, se ofrecía un motor V8 de 343 plg³ (5,6 L) en versiones con carburador de doble cuerpo para gasolina normal o de cuatro cuerpos para combustible de alta compresión. El piloto de carreras Gordon Johncock dijo que el Javelin tenía "una combinación agradable y completa de características", que "se destaca como un ejemplo espacioso, cómodo, alegre y atractivo del llamado «pony car»" y que después de probarlo "hubiera querido llevármelo a casa".
Con el motor estándar de seis cilindros en línea, el Javelin alcanzaba las 80 millas por hora (129 km/h) cuando estaba equipado con una transmisión automática, mientras que aquellos que disponían del pequeño motor V8 de 290 plg³ (4,8 L) tenían una velocidad máxima de 100 millas por hora (161 km/h). Una transmisión automática "Shift-Command" de tres velocidades con un selector de marchas montado en la consola central era una opción. Las configuraciones de avance incluían "1", "2" y un modo "D" que era completamente automático, y el conductor podía optar por cambiar manualmente las tres marchas.
El "Paquete Go" opcional incluía un motor V8 de 343 plg³ (5,6 L) y con un carburador de cuatro cuerpos, frenos de disco delanteros eléctricos, escapes dobles con salidas cromadas, franjas laterales anchas de largo completo y llantas E70x14 con la línea roja montadas sobre llantas cromadas de estilo "Magnum 500". Uno de estos Javelin podía acelerar de 0 a 60 millas por hora (97 km/h) en 8 segundos, tenía una velocidad máxima cercana a 120 millas por hora (193 km/h), y podía recorrer un cuarto de milla en 15,4 segundos. El motor más grande en los primeros meses de la producción de 1968 fue "un V-8 de 5.6 litros que entregaba 284 caballos SAE, lo que hacía que el automóvil fuera peligrosamente rápido".
A mediados de 1968 se ofreció como una opción del "paquete Go" el nuevo motor AMX de 390 plg³ (6,4 L) con una transmisión de cuatro velocidades automática o manual montada en el piso. "Sus impresionantes 315 caballos (235 kW; 319 CV) y 425 lb·pie (576 N·m) de par motor podían enviar al Javelin de cero a 60 millas por hora (97 km/h) en el rango de los siete segundos".
American Motors apoyó las versiones muscle car AMX y Javelin con una gama de accesorios de rendimiento "Group 19" aprobados por la fábrica e instalados por los concesionarios. El paquete de mejoras incluía colectores de admisión dobles de cilindros cruzados con cuatro cuerpos, kits del árbol de levas de alto rendimiento, balancines de rodillos con cojinetes de agujas y encendido de doble punto.
La edad promedio de los "primeros 1000 compradores del Javelin fue de 29 años, diez años por debajo de la media de todos los clientes de AMC". La campaña de promoción del Javelin, creada por Mary Wells Lawrence de la agencia Wells, Rich, and Greene, fue innovadora y atrevida en su enfoque. Los anuncios impresos y televisivos rompieron con la convención tradicional de no atacar a la competencia, y algunos compararon el AMC Javelin con el Ford Mustang uno al lado del otro, además de mostrar un Mustang siendo destrozado con una maza.
El automóvil era más largo y espacioso que el Ford Mustang y que el Chevrolet Camaro, pero no que el Plymouth Barracuda, y su forma se describió como "emocionante y hermosa". La producción total del modelo de 1968 fue de 55.125 unidades.

### 1969

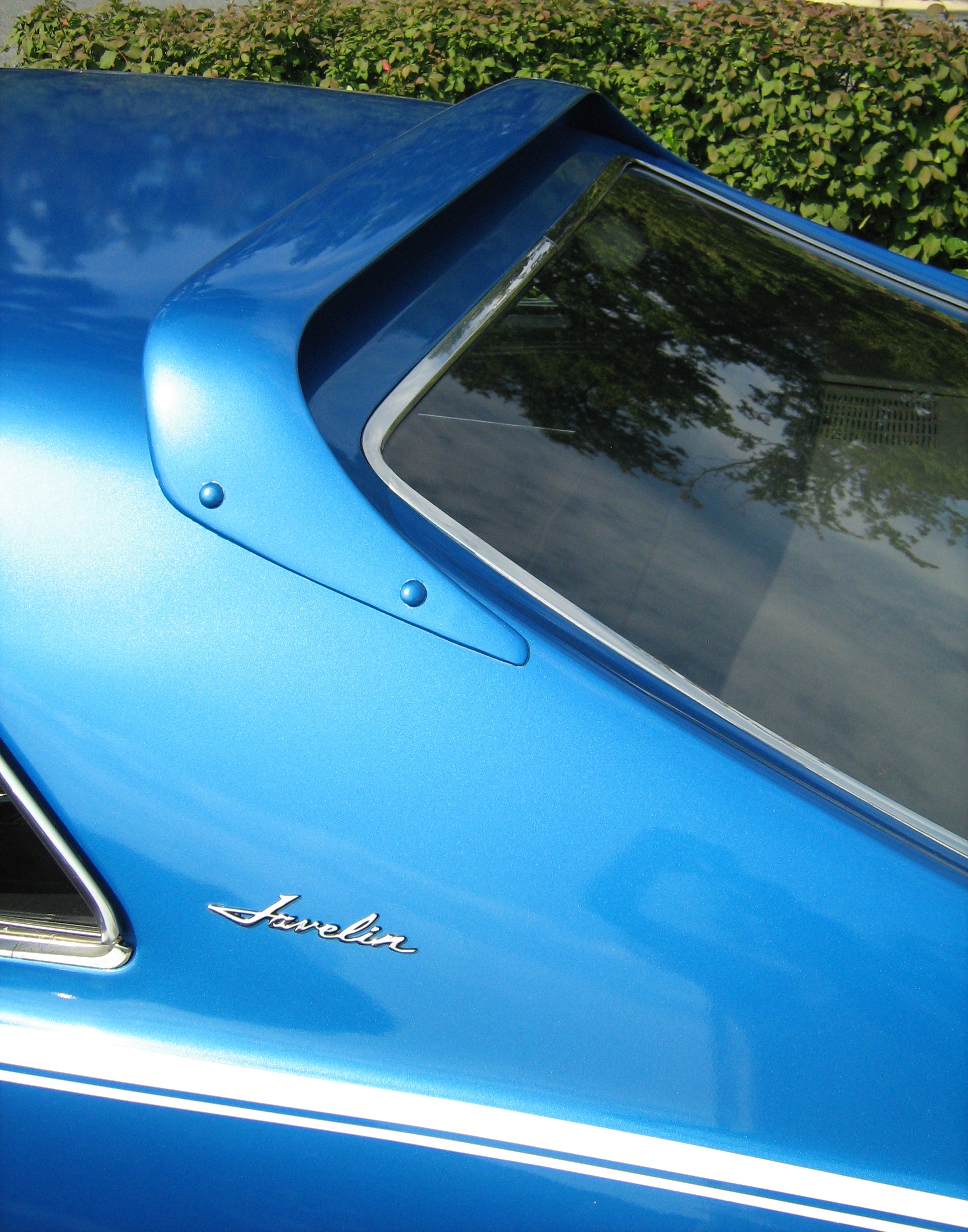
Deflector de techo "Breedlove"

Los cambios menores para el segundo año del modelo incluyeron franjas laterales revisadas y una parrilla modificada con un emblema de ojo de buey y mejoras en el acabado. Un paquete de franja lateral opcional consistía en un trazo con forma de C que comenzaba detrás de las aberturas de las ruedas delanteras. Las ruedas de carretera de acero Magnum 500 de cinco radios opcionales (estándar con el "Paquete Go") ahora venían con un anillo de acero inoxidable. El interior recibió nuevos paneles en las puertas y alfombras mejoradas. La instrumentación presentaba un tacómetro de 0–8000 rpm que ahora coincidía con el estilo del velocímetro. Las últimas unidades del año recibieron un parasol sobre el panel de instrumentos, directamente por delante del conductor.
El paquete "Mod Javelin" se introdujo a mediados de 1969 e incluía un alerón montado en el techo tipo "Craig Breedlove", una falsa moldura de balancines del árbol de levas y dos tomas de aire simuladas de color oscuro en el capó. La pintura "Big Bad" opcional (azul neón brillante, naranja o verde) también estuvo disponible a partir de mediados de 1969 y venía con los parachoques delantero y trasero pintados a juego, así como con dos protectores de parachoques pintados con topes de goma verticales para la parte trasera y con una moldura de rejilla inferior brillante especial para el parachoques delantero. La estética de este paquete formaba parte de la orientación de AMC hacia los consumidores jóvenes, ya que estaban "deshaciéndose de lo monótono". Estos colores brillantes estuvieron disponibles en todos los Javelin hasta 1970.
La opción "Go-Package" estaba disponible con los motores 343 o 390 con carburador de cuatro cuerpos y seguía incluyendo frenos de disco, "Twin-Grip" (de deslizamiento limitado con diferencial autoblocante), neumáticos E70x14 de rendimiento de línea roja sobre llantas de estilo "Magnum 500", suspensión de servicio con barras estabilizadoras más gruesas, y otras mejoras. A partir de enero de 1969, las transmisiones manuales de cuatro velocidades venían con una palanca de cambios en el suelo Hurst.
La producción total del modelo de 1969 fue de 40.675 unidades.

### Carreras

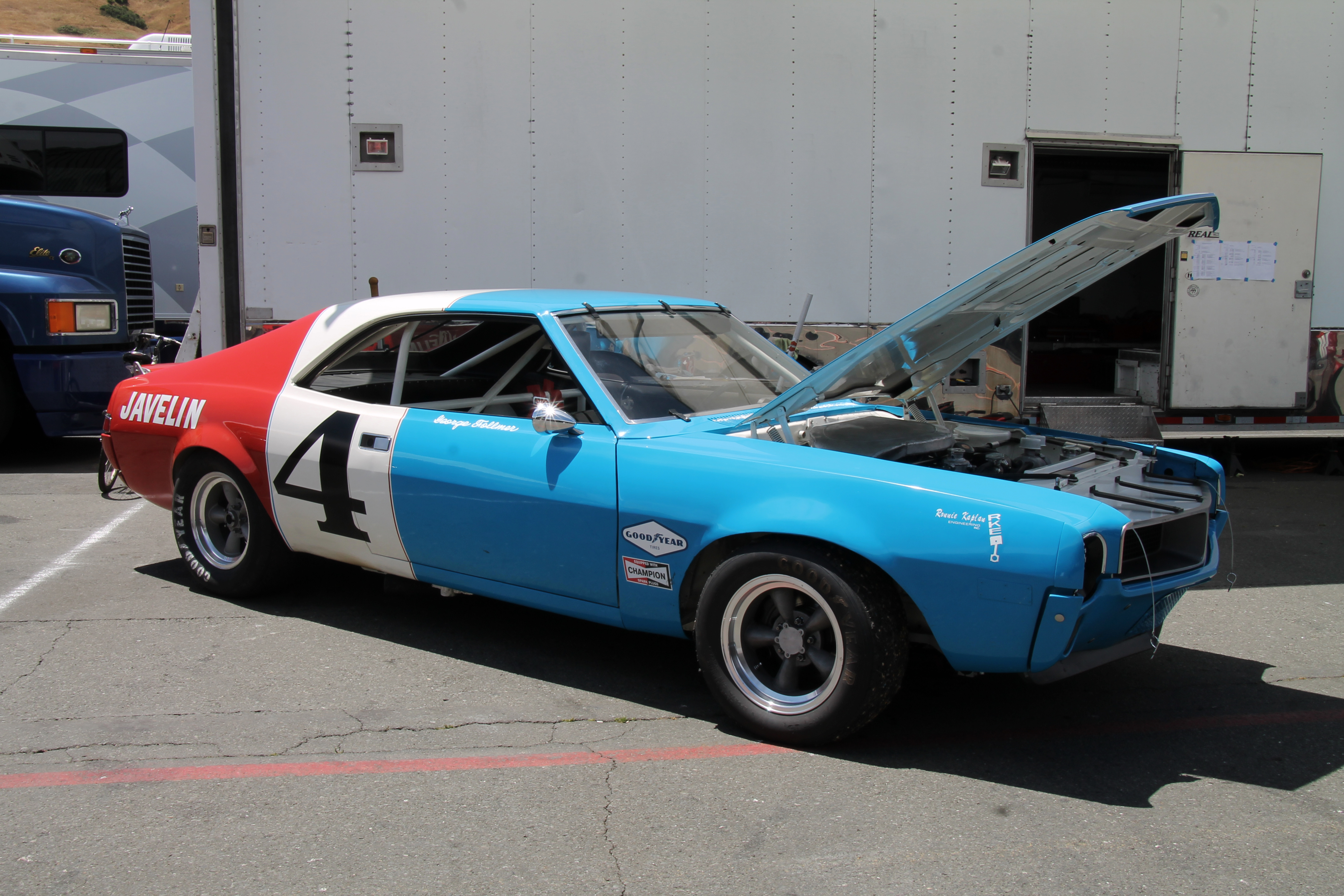
AMC Javelin de George Follmer (1968)

American Motors inscribió al Javelin en las carreras de pista de aceleración y en la Trans-Am.
En 1968, AMC contrató a Kaplan Engineering (Ron Kaplan y Jim Jeffords) con el fin de preparar dos AMC Javelin para participar en la serie Trans-Am de la SCCA. Para la temporada de 1968 se construyeron tres coches: dos para las carreras y un tercero para exhibiciones y demostraciones. En 1969, Jeffords dejó el equipo y se contrató a Kaplan para continuar con el programa. Usando su trabajo de desarrollo del año anterior, Kaplan construyó tres unidades más, dos para AMC y uno para sí mismo usando sus propias fondos.
Aquel año los pilotos iniciales habían sido George Follmer (#1) y Peter Revson (#2), quien fue despedido a mitad del año después de un desacuerdo con la gerencia. El equipo fichó a Lothar Motschenbacher para las dos carreras siguientes en Canadá.
El primer año del programa AMC fue un éxito: el equipo fue descrito como la "Cenicienta" del circuito. American Motors ocupó el tercer lugar en la clase de más de 2 litros de la serie en 1968, y estableció un récord como el único coche de fábrica que terminó todas las carreras Trans-Am en las que participó.
A lo largo de 1968, el equipo había mejorado constantemente y solo dejó de terminar una carrera por un problema en el motor. El programa de carreras reforzaba la imagen de una empresa que no utilizaba piezas de alto rendimiento, instalaciones de prueba ni soporte técnico, aunque también es cierto que los coches de serie no contaban con una carrocería rigidizada; los colectores del carburador eran de un solo cuerpo; e incluso cuando funcionaban correctamente, no generaban tantos caballos como las unidades de competición. El acuerdo de 1968 brindó a Jeffords y Kaplan el apoyo de Carl Chakmakian, quien era su contacto principal en el programa AMC.
El éxito del equipo en 1968 se puede atribuir a los esfuerzos de Kaplan, al de su personal y a la ayuda de otros fabricantes de la costa oeste. Kaplan se propuso mejorar las cualidades de conducción del coche y solucionar los problemas de lubricación del motor. A mitad de temporada, también comenzó el desarrollo de un colector de pistón cruzado para un carburador de doble cuerpo y (mirando hacia el futuro) un nuevo bloque del motor de fundición.
En 1969 el equipo inicial estaba formado por Ron Grable (#4) y John Martin (#3), pero Martin lo dejó a mitad de temporada, siendo reemplazado por Jerry Grant. Aquel año, Kaplan propuso a la gerencia de AMC que en la temporada siguiente se modificase la presencia en los circuitos del equipo, que no debería competir en las carreras reales, ya que los nuevos motores no eran homologables, y los antiguos no eran competitivos. Sugirió que los lunes siguientes a las carreras, se organizara un programa de desarrollo utilizando los tiempos ganadores del domingo como punto de referencia. AMC no estuvo de acuerdo, y aquel año se tuvo que correr con los motores antiguos, y tal como había pronosticado Kaplan, los resultados fueron malos y, para colmo de males, hubo una serie de recortes presupuestarios, lo que condujo al equipo a una espiral descendente.
Kaplan estaba teniendo problemas para mantener la calma sobre la situación y, después de la carrera final en Riverside, decidió que dejaría todo el material de AMC en su oficina de zona en El Segundo y se tomaría un mes para pensar en el próximo año. Cuando regresó, descubrió que ya se había llegado a un acuerdo con Roger Penske y que estaba fuera.
Penske recogió los coches y el material del equipo en las oficinas de El Segundo y envió todo de regreso a su tienda en Pensilvania. Durante el otoño de 1969 y hasta el invierno, Penske usó el coche no. 3 de Jerry Grant con fines de desarrollo. Sin embargo, Penske construyó unos coches completamente nuevos para su propio equipo y vendió todo el material que había recibido.

## Rediseño

### 1970
Los Javelin de 1970 presentaban un nuevo diseño frontal con una parrilla delantera ancha tipo "venturi-gemelo" que incorporaba los faros y un capó más largo. También tenía una nueva parte trasera con luces traseras de ancho completo y una sola luz de respaldo montada en el centro. Este rediseño duró solo un año. Las luces de posición laterales ahora se compartían con varios otros modelos de AMC. El espejo retrovisor exterior presentaba un nuevo diseño "aerodinámico" y, en algunos casos, combinaba con el color de la carrocería del automóvil. Las tres pinturas exteriores "Big Bad" continuaron siendo opcionales en los Javelin de 1970, pero ahora venían con parachoques cromados. Debajo del rediseño había una nueva suspensión delantera que incluía rótulas, palieres superiores e inferiores, muelles helicoidales y amortiguadores sobre los brazos de control superiores, así como puntales de arrastre en los brazos de control inferiores.
También introdujeron el nuevo vidrio de seguridad de Corning, que era más delgado y liviano que los parabrisas laminados estándar. Este vidrio especial presentaba una capa exterior endurecida químicamente. Se producía en Blacksburg, Virginia, en una planta remodelada que incluía los procesos de templado, intercambio iónico y de "fusión" en los nuevos hornos que Corning había desarrollado para poder abastecer a las grandes fábricas de coches.
La línea de motores para 1970 se cambió con la introducción de dos nuevos motores AMC V8: un modelo base de 304 plg³ (5 L) y un modelo opcional de 360 plg³ (5,9 L) para reemplazar a las versiones 290 y 343. Además, se mantuvo el motor opcional superior de 390 plg³ (6,4 L), pero se actualizó con una culata y cámaras de combustión mejoradas, y un solo carburador Autolite 4300, de 4 cuerpos, que aumentaba la potencia hasta 325 HP (330 CV; 242 kW) a 5000 rpm, con un par motor máximo de 425 lb·pie (576 N·m) a 3200 rpm. El código siguió siendo "X" para el motor en el número de chasis. También era nuevo el capó "power blister", que presentaba dos grandes aberturas como parte de un sistema funcional de inducción de aire frío, incluido con la opción "Go Package".
Muchos compradores seleccionaron el "Paquete Go", disponible con los motores V8 360 y 390 con carburador de cuatro cuerpos. Este paquete, como en años anteriores, incluía frenos de disco delanteros, un sistema de escape doble, suspensión reforzada con barra estabilizadora, enfriamiento mejorado, relación del eje trasero de 3,54 y llantas Goodyear anchas deportivas con letras blancas.
El interior disponía de un amplio tablero (con adornos de madera en los modelos SST), una nueva consola central, molduras interiores revisadas del panel de la puerta y asientos envolventes altos con reposacabezas integrales disponibles en vinilo, pana, o tapicería de cuero opcional. Un nuevo volante de dos radios estaba disponible con una bocina accionable desde un aro central.
Una prueba de comparación en carretera de cuatro coches pony realizada en 1970 por Popular Science describió el interior del Javelin como el más espacioso y mejor visibilidad, excepto por un pequeño punto ciego en el cuarto trasero derecho y la toma de aire del capó, mientras que también ofrecía el maletero más grande, con un volumen de 10,2 pies cúbicos (289 L). Estaba muy cerca del Chevrolet Camaro de segunda generación en términos de comodidad de manejo, mientras que el motor de 360 plg³ (5,9 L) ofrecía un "par excelente". El Javelin manual de 4 velocidades fue el más rápido de los automóviles probados, llegando de 0 a 60 millas por hora (97 km/h) en 6,8 segundos.

### Competición
Una de las mayores sorpresas de la temporada de automovilismo de 1970 fue el anuncio de que el equipo Team Penske se había hecho cargo del programa AMC Javelin, dejando así el programa Camaro Trans-Am a Jim Hall. American Motors contrató a Roger Penske y al piloto Mark Donohue para disputar con opciones el campeonato Trans-Am del SCCA. Esto coincidió con el cambio en las reglas de la Trans-Am, que permitía a los fabricantes rebajar los motores de serie preexistentes, por lo que se utilizó el motor AMC de 390 plg³ (6,4 L) como punto de partida para cumplir con la regla de que limitaba la cilindrada a 5 L (305 plg³) que aún estaba vigente. El equipo incluía al ex ingeniero de chasis de Shelby, Chuck Cantwell, y un equipo de mecánicos de boxes. Los Javelin se convirtieron en los rivales más competitivos de los Ford Boss 302 Mustang de Bud Moore. AMC terminó en segundo lugar en la clase de más de 2 litros de la serie de 1970.
Aprovechando los éxitos del Javelin en las pistas de carreras, AMC comenzó a publicitar y promocionar modelos especiales.
Entre estos estaba el "Mark Donohue Javelin SST". Se fabricaron un total de 2501 unidades para homologar el alerón trasero de cola de pato diseñado por Donohue y se adornaron con su firma en el costado derecho. Diseñado para las carreras de Trans Am, las reglas requerían la producción en fábrica de 2500 autos equipados con spoilers. El plan original era que todos los Donohue Javelin SST tuvieran el alerón especial, así como el "Paquete Go" con capó Ram Air, una opción de transmisión automática o de cuatro velocidades con la palanca en el suelo y un motor de 360 plg³ (5,9 L). Al final, los coches simplemente se equiparon con los motores estándar 360 o 390. Los coches se podían encargar en cualquier color (incluidos los exteriores "Big Bad") y tapicería, así como con cualquier combinación de opciones de costo adicional.
American Motors no incluyó ninguna identificación específica en el número de chasis y algunos coches "Mark Donohue Signature Edition" se produjeron con diferencias significativas en el equipamiento de fábrica. Esto hace que sea sean fáciles de "trucar", ante la dificultad de identificar los auténticos Mark Donohue Javelin.
También se produjeron aproximadamente 100 Javelin "Trans-Am" que replicaban los coches de carreras de Ronnie Kaplan. Todos los automóviles incluían el motor V8 de 390 plg³ (6,4 L) con características de rendimiento y suspensión reforzada, junto con los alerones delanteros y traseros, y también se pintaron con los esquemas de pintura "hash" distintivos (Matador Red, Frost White y Commodore Blue) del equipo de carreras de AMC. Diseñado para conmemorar la entrada de AMC en las carreras del SCCA, el precio de venta del Trans-Am Javelin fue de 3995 dólares.
La fuerte participación de AMC en las pruebas de la Trans-Am y en las carreras de resistencia sirvió para mejorar su imagen, y fue notable que sus logros en los deportes del motor se consiguieran con un presupuesto reducido, acumulando una cantidad respetable de puntos frente a sus competidores mucho más grandes. Por ejemplo, con una estimación de 4.5 millones de seguidores y de 6 millones de espectadores, las carreras de resistencia fueron el segmento de automovilismo de más rápido crecimiento en los EE. UU. La estrategia de promoción consistía en atraer a usuarios que, de otro modo, no se dignarían en considerar un AMC como una opción de compra.

## Segunda generación
El AMC Javelin fue rediseñado para la temporada de 1971. El diseño "Javelin con aspecto de 1980" se hizo a propósito, con el fin de darle "individualidad" al automóvil deportivo, incluso "a riesgo de disgustar a algunas personas".
La segunda generación se volvió más larga, más baja, más ancha y más pesada que su predecesora. La distancia entre ejes se incrementó en 1 pulgada (25,4 mm) hasta alcanzar 110 plg (2794 mm). El rendimiento de los motores también cambió de 1971 a 1972–74. La potencia de salida real siguió siendo la misma, pero la industria automotriz de EE. UU. adoptó el sistema de medida de la SAE, que cambió el valor "bruto" empleado en 1971 y años anteriores, al valor "neto" utilizado en 1972 y años posteriores.

### 1971
|  |

El nuevo diseño incorporó un alerón trasero en prolongación del techo y unos abultados guardabarros en los pasos de rueda. La nueva carrocería se apartó del aspecto suave del modelo original.
La prensa especializada dio cuenta de los guardabarros delanteros revisados (originalmente diseñados para adaptarse a neumáticos de carreras de gran tamaño) que "sobresalen tanto en este auto deportivo personal, tomando prestadas las líneas del Corvette, mucho más caro". El nuevo diseño también presentaba una "inyección compleja rejilla moldeada."
El tablero del automóvil era asimétrico, con "indicadores de instrumentos funcionales a tono con la eficiencia de la cabina". Este diseño orientado al conductor contrastaba con el interior simétrico del prototipo Hornet (Cavalier) de 1966, centrado en la economía.
AMC ofreció una selección de motores y transmisiones, incluido un motor AMC XJ 4.0 de seis cilindros en línea y 232 plg³ (3,8 L); y un motor AMC V8 de 401 plg³ (6,6 L) con un solo carburador de 4 cuerpos y alta relación de compresión de 9,5:1 de 330 HP (335 CV; 246 kW) a 5000 rpm y 430 lb·pie (583 N·m) de par motor a 3400 rpm. Este motor disponía de un cigüeñal de acero forjado, y bielas diseñadas para soportar 8000 rpm. La transmisión manual BorgWarner T-10 de cuatro velocidades vino con una planca en el piso del tipo Hurst Performance.
A partir de 1971, el AMX ya no estuvo disponible como biplaza, convirtiéndose en una edición especial de alto rendimiento del Javelin.
El nuevo Javelin-AMX incorporó varias modificaciones procedentes de los coches de carreras, y AMC lo anunció como "lo más parecido que puedes comprar a un campeón de la Trans-Am". El automóvil tenía un capó de plástico reforzado con vidrio de ancho completo, así como difusores delanteros y traseros para mejorar la tracción del coche a altas velocidades. Las pruebas en el Ontario Motor Speedway realizadas por el equipo Team Penske registraron que el alerón trasero del Javelin AMX de 1971 añadía 100 lb (45,4 kg) de fuerza contra la calzada. Mark Donohue también aconsejó a AMC que nivelara la parrilla del AMX para mejorar el flujo de aire, por lo que el modelo de alto rendimiento recibió una rejilla de malla de acero inoxidable sobre las profundas aberturas del Javelin estándar.
El "Paquete Go" de mejora de rendimiento brindaba la opción de un motor con carburador de cuatro cuerpos 360 o 401 e incluía instrumentos "Rally-Pac", un sistema de gestión de la suspensión, diferencial autoblocante "Twin-Grip", refrigeración mejorada, frenos de disco asistidos, neumáticos Goodyear Polyglas E60x15 con letras blancas, sobre unas llantas de acero con ranuras de 15x7 pulgadas utilizadas en el AMC Rebel Machine, una calcomanía con franja en T en el maletero y un panel de luces traseras oscurecidas.
El Javelin AMX de 1971, con un peso de 3244 libras (1471 kg) y un motor V8 de 401 plg³ (6,6 L) recorría el cuarto de milla en 14 segundos hasta alcanzar los 93 millas por hora (150 km/h), utilizando gasolina con bajo contenido de plomo y de bajo octano.

### 1972
Los Javelin del modelo de 1972 presentaban un nuevo diseño de parrilla delantera, con una rejilla tipo "caja de huevos" con un patrón similar repetido en la superposición cromada sobre las luces traseras de ancho completo. La versión AMX continuó con la parrilla al ras. Se ofrecieron un total de 15 colores exteriores con franjas laterales opcionales.
Para consolidar la oferta de productos, reducir los costos de producción y ofrecer más valor a los consumidores, los AMC Javelin de 1972 se equiparon con más elementos estándar de comodidad y conveniencia. Las cifras de potencia declarada de los motores se ajustaron a los valores netos más precisos propuestos por la SAE. Las transmisiones automáticas ahora eran las unidades TorqueFlite suministradas por Chrysler, llamadas "Torque-Command" por AMC.
American Motors logró ventas récord en 1972 centrándose en la calidad e incluyendo una innovadora garantía denominada "Plan de protección del comprador" para respaldar sus productos. Esta fue la primera vez que un fabricante de automóviles se comprometió a reparar cualquier problema de sus coches (excepto las llantas) durante un año o 12 000 millas (19 312,1 km). Los propietarios recibieron un número de teléfono gratuito para dirigirse a AMC, así como un préstamo gratuito de un automóvil de sustitución si la reparación requería más de un día.
En ese momento, el segmento de mercado de los pony car estaba perdiendo popularidad. Un comentarista había dicho que "a pesar de su excelente línea y el encomiable desempeño en carretera del Javelin, nunca estuvo a la altura de la competencia en el campo de las ventas... principalmente porque el pequeño fabricante de automóviles independiente no tenía la reputación ni la influencia necesarias para competir con GM, Ford y Chrysler".

### Pierre Cardin
Durante las temporadas de 1972 y 1973 se produjeron 4152 Javelin con un interior opcional diseñado por la firma de moda Pierre Cardin. La fecha oficial de venta fue el 1 de marzo de 1972. El diseño de la tapicería tenía rayas plisadas multicolores en colores rojo, ciruela, blanco y plateado sobre un fondo negro. Seis franjas multicolores, en una tela de nylon con un acabado con silicona resistente a las manchas, iban desde los asientos delanteros, subían por las puertas, pasaban por el revestimiento del techo y bajaban hasta los asientos traseros. Chatham Mills produjo la tela para las caras visibles de los asientos. El escudo de Cardin figuraba en los guardabarros delanteros. El precio sugerido de la opción era de 84,95 dólares (583 en dólares de 2015). Un artículo de una revista de 2007 describió el diseño como "el más atrevido y extravagante" de su tipo.

### 1973
El Javelin de 1973 tuvo varias actualizaciones, sobre todo en el diseño de las luces traseras y la parrilla, aunque la parrilla de los AMX permaneció igual. Mientras que todos los demás modelos AMC tenían parachoques con amortiguadores telescópicos, el Javelin y el AMX estaban equipados con un diseño no telescópico que tenía dos protectores de goma rígidos, que permitían que resistieran un impacto frontal a 5 millas por hora (8 km/h) o trasero a 2,5 millas por hora (4 km/h) sin dañar el motor, las luces ni el equipo de seguridad. Las puertas también se hicieron más fuertes para cumplir con los nuevos estándares de seguridad de la NHTSA de EE. UU. que exigían resistir una fuerza de impacto de 2500 libras (1134 kg) con un aplastamiento máximo de 6 pulgadas (152 mm). Se eliminaron las hendiduras de "doble cala" del techo del Javelin y se añadió una capota de totalmente de vinilo. Los asientos delanteros "Turtle Back" de 1970-1972 fueron reemplazados por un diseño más delgado, ligero y cómodo que brindaba más espacio para las piernas de los pasajeros del asiento trasero. Se eliminó la denominación SST y el automóvil pasó a conocerse simplemente como Javelin.
Todos los motores incorporaron nuevos controles de emisiones. El motor V8 401 plg³ (6,6 L) de 1973 tenía 255 HP (190 kW; 259 CV) de potencia neta, y permitía lograr una aceleración de 0 a 60 mph en 7,7 segundos, con una velocidad máxima de 115,53 mph (185,9 km/h), a pesar del tamaño y peso del Javelin de cuatro plazas. Las cifras de rendimiento obtenidas por la revista Road Test de un Javelin SST de 1973 con el motor V8 de 401 plg³ (6,6 L) equipado don un carburador de 4 cuerpos y transmisión manual de 4 velocidades dieron como resultado "respetables" recorridos en arrancada de un cuarto de milla (402 m) de 15,5 segundos, alcanzando 91 mph (146 km/h).
American Motors continuó con su garantía extendida integral de "Protección del comprador" en todos los modelos de 1973, que ahora cubría gastos de comida y alojamiento de hasta 150 dólares en caso de que un automóvil requiriese reparaciones durante la noche cuando el propietario estuviera a más de 100 millas (161 km) de distancia de su casa. El fabricante de automóviles promovió la mejora de la calidad del producto con una campaña publicitaria que decía "los respaldamos mejor porque los construimos mejor". Las ganancias del año alcanzaron un récord.
La producción de Javelin para el modelo de 1973 totalizó 30.902 unidades, incluidos 5707 ejemplares del AMX.

### Edición Trans Am Victory
Los Javelin que participaron en la serie de carreras Trans-Am lograron el título para American Motors en las temporadas de 1971 y 1972. Los campeonatos consecutivos de la SCCA con coches de carreras especialmente preparados fueron celebrados por AMC ofreciendo una serie limitada de Javelin de 1973, la edición denominada "Trans Am Victory". El paquete estaba disponible en automóviles construidos desde octubre hasta el 15 de diciembre de 1972, en cualquier Javelin SST, excepto con el interior Cardin. Un único anuncio en una revista, con los pilotos ganadores George Follmer y Roy Woods, promocionaba el paquete especial.
Estos autos coches equipados con un grupo de luces especiales, medidas de protección y un volante de estilo deportivo opcionales con costo adicional, pero también recibieron sin costo añadido otras tres características (valoradas en 167,45 dólares): unas grandes calcomanías con el lema "Javelin Winner Trans Am Championship 1971–1972 SCCA" en la parte inferior detrás de las aberturas de las ruedas delanteras, ruedas de acero estilo rally de 8 dios con neumáticos E70X14 Polyglass con letras blancas en relieve y un neumático de repuesto "Space-Saver". Los Trans Am Victory también disponían de fábrica "con muchas más opciones que los Javelin de producción regular". American Motors diseñó un sistema de identificación rápida de sus modelos mediante un sistema de números de serie con una completa información. Sin embargo, debido a que esta fue solo una campaña de promoción limitada de "valor agregado", excepto por las marcas especiales en las ventanillas, no es posible distinguir un automóvil auténtico de la edición Trans Am-Victory.

### 1974
En 1974, el mercado del automóvil había cambiado. A mediados de año, Chrysler abandonó el mercado de los pony car, mientras que Ford reemplazó su Mustang original con una versión más pequeña con motor de cuatro cilindros en línea, y otros fabricantes también redujeron el tamaño de los motores. Sin embargo, la opción de motor grande del Javelin se mantuvo hasta que finalizó la producción del modelo en octubre/noviembre de 1974, en medio de la crisis petrolífera y la disminución general del interés en los vehículos de alto rendimiento.
Al AMX de 1974 no le fue tan bien en el mercado en comparación con el nuevo Camaro, el Firebird y el Mustang II reducido, que en todos los casos registraron un aumento de las ventas. Mientras tanto, la producción del Javelin alcanzó un máximo de 27.696 unidades de la segunda generación. De ese número total, 4980 Javelin-AMX correspondieron al último año del modelo.
Un nuevo sistema de bloqueo del cinturón de seguridad impedía que el automóvil se pusiera en marcha si el conductor y el pasajero delantero no estaban abrochados. El capó de fibra de vidrio ya no estaba disponible en 1974, y la potencia del motor V8 de 401 plg³ (6,6 L) se redujo 20 HP (15 kW; 20 CV). Algunos de los últimos coches de producción en serie venían con el capó de acero.
Varios factores llevaron a la desaparición del Javelin, entre los que destaca la situación económica de la época. Si bien el modelo de 1974 estaba exento de los estándares de parachoques más estrictos de 1974, AMC estimó que se necesitarían unos 12 millones de dólares en trabajo de ingeniería y diseño para revisar los parachoques con el fin de cumplir con los estándares de 1975.
American Motors también presentó el nuevo cupé Matador de 1974, descrito por "Popular Mechanics" como "suave y fluido y que, de hecho, compite con el Javelin por el estilo de un muscle car "líder". El fabricante de automóviles también necesitaba una línea de producción para construir su nuevo AMC Pacer. Sin embargo, se construyeron más unidades durante el último año de producción del Javelin que en los años anteriores de la segunda generación, con 27.696 unidades construidas, de las cuales 4980 (alrededor del 15 por ciento) eran modelos Javelin AMX.

### Competición
Las versiones Racing del AMC Javelin compitieron con éxito en las Trans-Am Series con el equipo Team Penske/Mark Donohue, así como con el equipo ARA de Roy Woods, patrocinado por American Motors Dealers. El Javelin ganó el título Trans-Am en 1971, 1972 y 1976. Entre los pilotos estaban George Follmer y Mark Donohue.
Un coche de carreras Javelin tuvo la distinción de tener diferentes patrocinadores y ser pilotado por Mark Donohue, Vic Elford, George Follmer, Peter Revson y Roy Woods. Este Javelin en realidad comenzó su trayectoria como un modelo de 1970, pero se actualizó en 1971. El auto de carreras ahora está restaurado a su librea de 1972 y se conduce en eventos Vintage Trans-Am.
Jim Richards compitió con un Javelin AMX en el Touring Car Masters de Australia, quedando segundo de la clasificación general en 2012.

## Fuerzas policiales
En un esfuerzo por encontrar una alternativa más adecuada y de menor precio a los tradicionales coches patrulla policiales de gran tamaño, el Departamento de Seguridad Pública de Alabama (ADPS) primero optó por una versión del Javelin con un motor V8 básico de 304 plg³ (5 L) como vehículo de prueba, pero consideró que le faltaba potencia, y probó a continuación un AMX con motor de 401 plg³ (6,6 L) facilitado por el concesionario local Reinhart AMC de Montgomery.
Los Javelin equipados con el motor más potente demostraron su rendimiento y, a partir de 1971, la patrulla de policía de Montgomery los usó para en persecuciones y situaciones de respuesta rápida. El precio de oferta fue de 3047 dólares para las patrullas de policía de 1971 y de 3242 dólares para las versiones de 1972.
Los 132 Javelin comprados durante 1971 y 1972 fueron los primeros pony cars que cualquier organización policial de EE. UU. utilizó como una patrulla de carretera.
El último de los Javelin de la Policía de Alabama se retiró en 1979. Uno de los coches originales ahora forma parte del museo de la institución policial.

## Mercados internacionales

### Australia

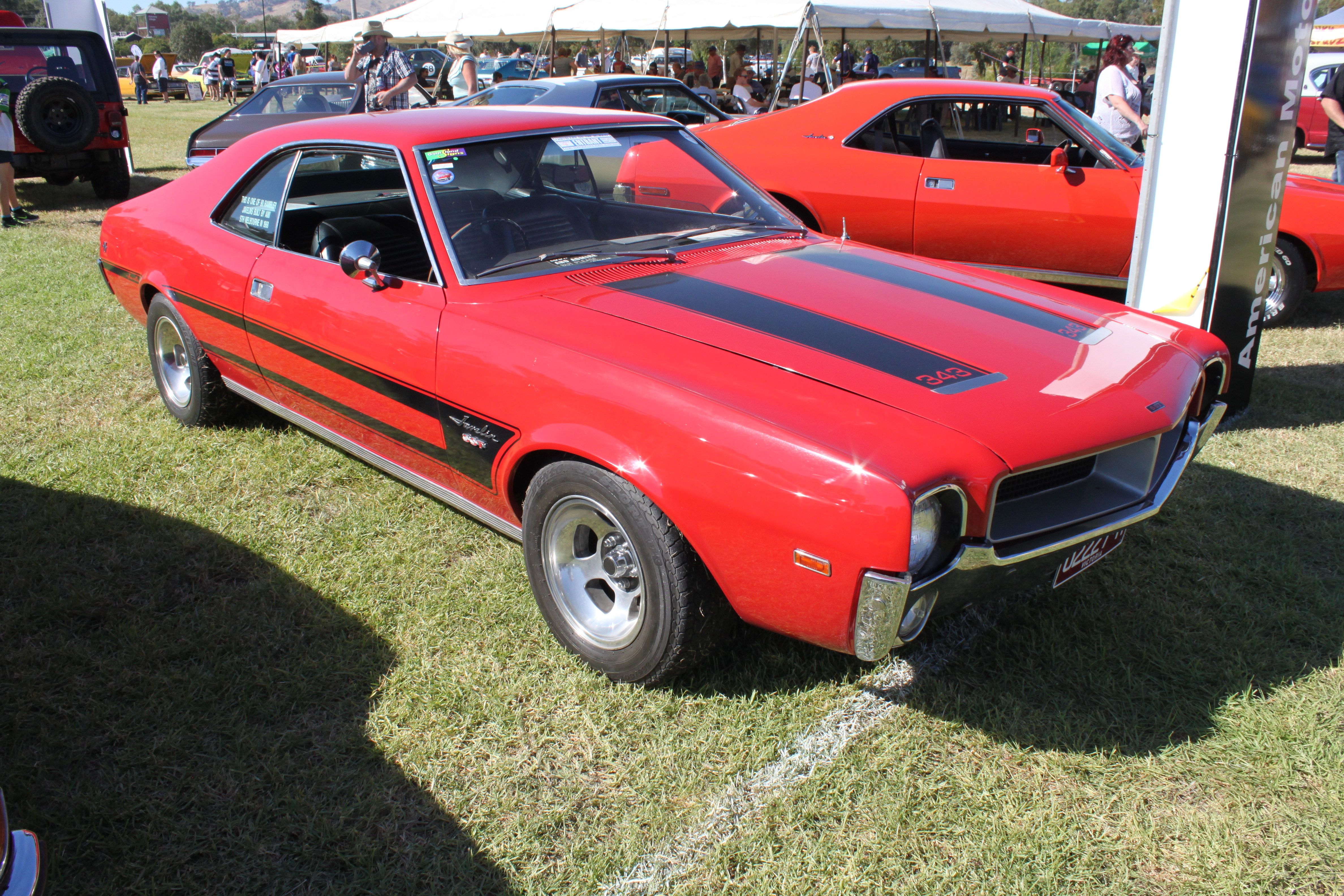
Rambler Javelin de 1968 construido en Australia (con el volante a la derecha)

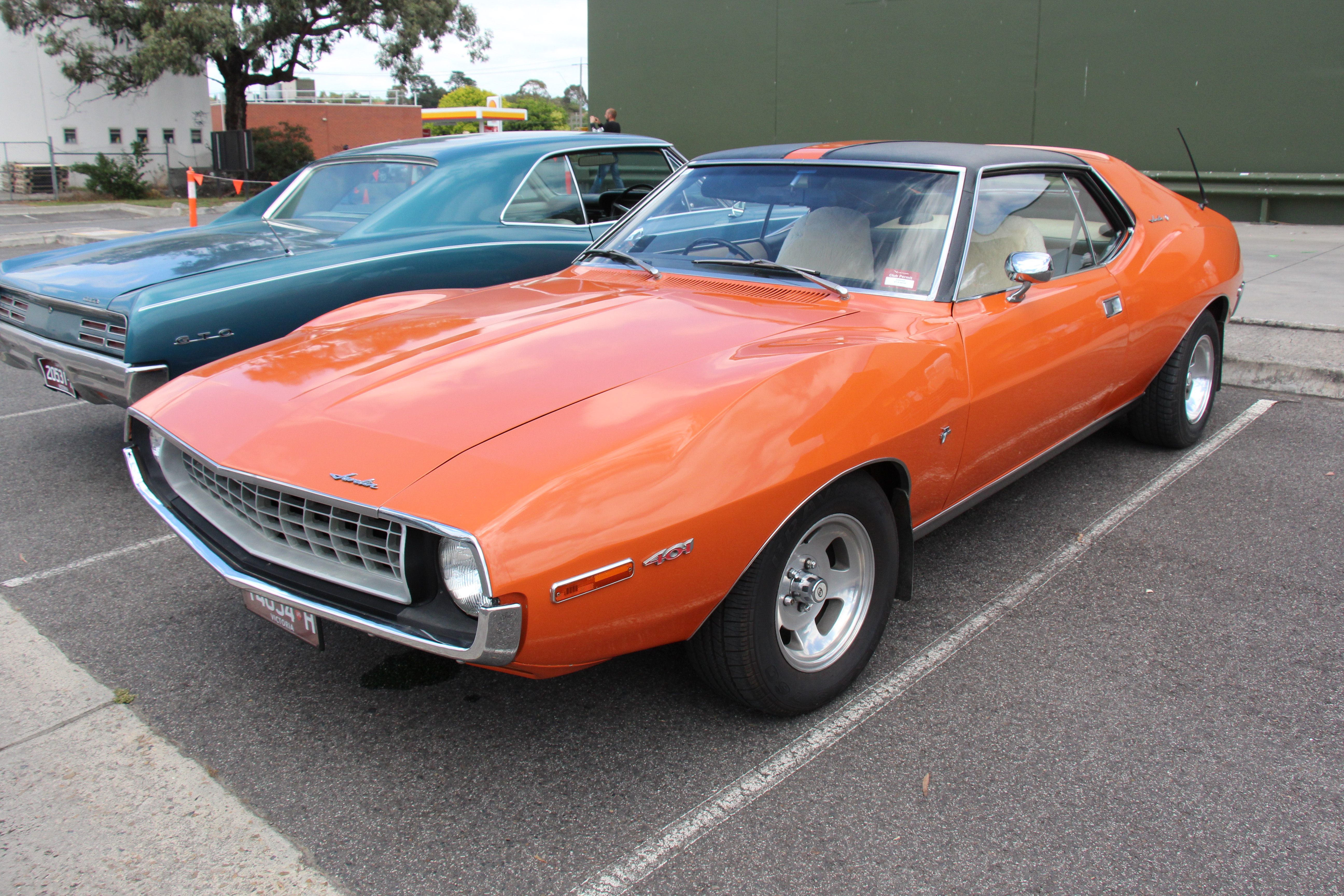
Rambler Javelin de 1973

Australian Motor Industries (AMI) ensambló versiones con el volante a la derecha de los modelos Javelin de primera y segunda generación en Victoria, Australia a partir de kits importados. El tablero con el volante a la derecha, el interior y el tapizado suave, así como otros componentes, fueron fabricados localmente y diferían de los originales de EE. UU. Los coches se comercializaron con el nombre de Rambler, que ya había sido utilizado anteriormente. Los AMI Rambler Javelin fueron los únicos "muscle cars" estadounidenses de esa época que se vendieron nuevos en Australia. Los Javelin australianos venían con un acabado superior y características que incluían el motor V8 de 343 plg³ (5,6 L) y 280 HP (283,9 CV), la transmisión automática "Shift Command" de tres velocidades y el diferencial trasero de deslizamiento limitado "Twin Grip". Eran más caros, pero tenían más potencia y eran más lujosos que los Holden Monaro contemporáneos.
El Javelin de primera generación se vendió por 7495 dólares australianos. Comparado con los modelos rivales, el Holden HK Monaro GTS se vendía por 3790, y el Ford XT Falcon GT costaba 4200. Las ventas fueron bajas y la producción de AMI cesó después de 1972 con un total de 258 unidades construidas entre 1968 y 1972.
A partir de 1964, las ventas de Rambler para Nueva Gales del Sur estuvieron a cargo de la empresa de Sídney Grenville Motors Pty Ltd, que también era el distribuidor estatal de Rover y Land Rover. Grenville controlaba una red de distribuidores de Sídney y de Nueva Gales del Sur que estaba en comunicación directa con AMI. Los vehículos AMC ensamblados en Australia fueron vendidos en todos los estados por distribuidores independientes.

### Francia
Renault había ensamblado anteriormente vehículos AMC hasta 1967. Después de que Renault dejara de producirlos, el AMC Javelin fue importado a Francia por Jacques Poch, el importador y distribuidor oficial francés de las marcas de automóviles Škoda y Lada en Neuilly, y uno de los dos mayores importadores privados de automóviles extranjeros en Francia. Como en todos los mercados de exportación, el Javelin se comercializó en Francia como "Rambler".

### Alemania
Los Javelin se construyeron en Europa, principalmente porque tenían el asiento trasero más grande y utilizable entre los pony cars estadounidenses. El carrocero alemán Wilhelm Karmann GmbH ensambló 280 Javelin entre 1968 y 1970, comercializados en Europa. Esta fue una relación comercial importante, porque el Javelin era un automóvil completamente diseñado en Estados Unidos que se fabricaba en Alemania. El "Javelin 79-K" de Karmann se podía pedir con el motor de seis cilindros y 232 plg³ (3,8 L), o los V8 de 290 plg³ (4,8 L) con carburador de doble cuerpo o de 343 plg³ (5,6 L) con carburador de cuatro cuerpos. Alrededor del 90% de las piezas y componentes venían en cajas de Estados Unidos. Los automóviles se ensamblaban, pintaban y probaban antes de enviarlos a los clientes en las instalaciones de Karmann en Rheine. Había disponible una selección de seis colores, exclusivos para Europa: blanco, rojo cereza, amarillo Bahama, azul Pacífico, gris Brístol y verde irlandés.

### México
Vehículos Automotores Mexicanos (VAM) ensambló los Javelin en México bajo licencia y propiedad parcial (40 % de participación accionarial) de AMC desde 1968 hasta 1973. Las versiones de VAM estaban equipadas con diferentes componentes, molduras e interiores fabricados localmente, en comparación con los modelos equivalentes fabricados por AMC. Los Javelin fabricados en México venían en una sola versión y tenían más equipamiento estándar que los modelos estadounidenses y canadienses. Sería el primer modelo de VAM en no llevar el nombre de Rambler para México, al contrario de lo que sucedió con los AMC Marlin y Ambassador en 1966.

#### 1968
El Javelin no fue introducido en México por VAM hasta el 1 de abril de 1968, lo que convierte al modelo en un "1968 y medio", algo similar a lo sucedido con la presentación en febrero de 1968 del AMX de dos asientos. El Javelin representó por primera vez una tercera línea dentro de la gama de productos de VAM, convirtiéndose en el primer modelo deportivo de alta gama de producción regular, y finalmente se convertiría en el único muscle car de AMC disponible en México. Otros muscle cars de AMC eran equivalentes construidos por VAM o en forma de ediciones especiales, como el American 06/S de 1979 en lugar del Hornet SC/360 de 1971; el Classic Brougham de 1972 en lugar del Rebel Machine de 1970; y el Matador Machine de 1971 equipado eon el Shelby Rambler Go Pack en lugar del Hurst SC/Rambler de 1969. El Javelin introdujo muchas novedades para VAM, como una transmisión manual estándar de cuatro velocidades y la opción por primera vez en un modelo de producción regular de una transmisión automática de tres velocidades. Estas eran las únicas transmisiones disponibles en el Javelin y solo con palancas de cambio montadas en el piso, al igual que en el AMX de dos plazas. Los automóviles con transmisión automática incluían una consola central con un compartimento con cerradura, así como frenos de tambor eléctricos sin costo adicional.
El VAM Javelin de 1968 presentaba el motor de seis cilindros de 232 plg³ (3,8 L) y 155 HP (116 kW; 157 CV) con relación de compresión de 8,5:1 con un carburador Carter WCD de dos cuerpos, una relación de transmisión diferencial trasera de 3,54:1, embrague de 12 pulgadas, frenos de tambor manuales en las cuatro ruedas, dirección manual de relación rápida, limpiaparabrisas y lavaparabrisas eléctricos, tacómetro hasta 8000 rpm, velocímetro de 200 km/h, radio AM, encendedor de cigarrillos, cenicero delantero, guantera con cerradura, luces de cortesía, espejo retrovisor de día y noche, parasoles acolchados, cinturones de seguridad delanteros de dos puntos, asientos individuales reclinables con respaldo bajo, cenicero trasero, luces de techo dobles montadas en el pilar C, ganchos dobles para ropa, volante deportivo, espejo remoto del lado del conductor, apoyabrazos laterales, paneles de puertas de vinilo con detalles en madera veteada, molduras brillantes en la parte superior de las puertas y los estribos, además de los bordes de las extensiones del capó y los guardabarros, cubiertas de ruedas, neumáticos 7.35x14, molduras protectoras laterales y emblemas Javelin montados en los guardabarros delanteros.
El ajuste y las características estándar hacían que el VAM Javelin fuese equivalente al AMC Javelin SST de EE. UU. y Canadá. Las opciones de fábrica incluían frenos de tambor eléctricos con transmisión manual, dirección asistida, calefacción, espejo remoto del lado del pasajero, espejo del lado del conductor con control remoto, ruedas deportivas personalizadas y protectores de parachoques trasero. Las opciones instaladas por los concesionarios incluyeron calcomanías laterales, grupo de luces, bolsas para mapas, techo de vinilo, tapa de gasolina con seguro, marcos de las placas de matrícula, guardabarros, radio AM/FM, frenos de disco delanteros, amortiguadores ajustables, portaequipajes en la tapa del maletero y muchos otros.
También existía una opción única instalada por el distribuidor en el "Go Pack" de VAM, que consistía en frenos de disco delanteros manuales, suspensión con barra estabilizadora delantera más barras traseras de torsión y tracción, colector de admisión de aluminio con carburador Carter de cuatro cuerpos, cabezales con tubos de igual longitud y salidas finales dobles, escapes dobles, culata con puertos con válvulas más grandes y resortes reforzados, árbol de levas de 302 grados, varillaje Hurst para la transmisión manual, indicadores auxiliares "Rallye Pak" en el tablero (diferentes de las unidades originales de AMC), volante exclusivo, espejos remotos duales exclusivos, y llantas exclusivas. Las mejoras de rendimiento del Go Pack representaron un aumento del 40 % en la potencia del motor, lo que hizo que el VAM Javelin fuera mucho más competitivo frente a sus rivales V8 de Ford de México, General Motors de México y Automex (Chrysler de México).
A pesar de la falta de un motor V8, el VAM Javelin fue un éxito tanto en ventas como entre la opinión pública.

#### 1969
El VAM Javelin de 1969 obtuvo el calentador previamente opcional como equipo estándar, los pedales recibieron un acabado brillante y se modificó el acelerador, se aplicó un pasamanos en el tablero del lado del pasajero sobre la guantera, y la cubierta central con la rejilla del altavoz de la radio se sustituyó por una unidad de madera. Un aspecto único del Javelin de 1969 es que mantuvo la misma configuración del instrumental que los modelos de 1968, en contraste con las modificaciones de AMC en el panel de instrumentos de los Javelin (y AMX) de 1969, que incluían un tacómetro más grande hasta 8000 rpm en el reloj derecho, dejando a la izquierda un nicho más pequeño exclusivo para el reloj. El exterior de los VAM Javelin ahora tenía un paquete con nuevas molduras brillantes que comenzaban en las esquinas de las luces traseras y que se extendían por los costados hasta la esquina inferior trasera del vidrio lateral y los rieles del vierteaguas, además de alrededor de todo el vidrio trasero y el borde superior de los pilares C. Los nuevos Javelin parecían más lujosos, aunque no había disponible un techo de vinilo de fábrica. Los emblemas del guardabarros delantero se reubicaron en la base de cada pilar C y fueron acompañados por emblemas redondos de color rojo, blanco y azul. Se aplicó un tercer emblema Javelin cerca de la esquina inferior derecha de la parrilla. El modelo del año 1969 también fue el primero con un motor de diseño propio de VAM, el motor de seis cilindros y 252 plg³ (4,1 L) con una potencia de 170 HP (127 kW; 172 CV) y una relación de compresión de 9.5: 1, equipado con un carburador Carter WCD de dos cuerpos y un nuevo árbol de levas de 266 grados diseñado por VAM para las versiones estándar y Go Pack.

#### 1970
El VAM Javelin experimentó cambios estéticos considerables, pero solo con cambios técnicos menores. Los modelos VAM incluyeron las mismas novedades que sus equivalentes de AMC, como nuevos biseles y parrilla de los faros, extensiones de guardabarros delanteros suaves y parachoques sin divisiones, luces traseras más grandes sin porciones envolventes y una única luz central de marcha atrás, luces de posición laterales más grandes con secciones de luz y reflectores en ámbar y rojo, y nuevos diseños de cubiertas de ruedas que se asemejaban a las ruedas Magnum 500. La interrupción del reflector trasero central a favor de la luz de marcha atrás resultó en la adición de un cuarto emblema Javelin colocado en la esquina derecha de la tapa del maletero. Había dos diseños de capó disponibles, uno con tomas de aire tipo Ram Air en el centro y otro más suave con dos protuberancias rectangulares. A pesar de esto, nunca se ofreció ningún sistema Ram Air para el automóvil, al menos a nivel de fábrica. En el interior, estaban presentes una nueva columna de dirección plegable con un interruptor de encendido incorporado y bloqueo antirrobo, además de un nuevo volante deportivo simulado de dos brazos y tres radios con un emblema de diana central. Un mecanismo antirrobo secundario estaba presente en forma de palancas de cambio montadas en el suelo conectadas al interruptor de encendido, independientemente del tipo de transmisión. El nuevo diseño del tablero de instrumentos de AMC incluía superficies completamente de madera veteada, completado con una nueva consola central y diseño de palanca de cambios para la transmisión automática. Sin embargo, los tres relojes del cuadro de instrumentos seguían siendo los mismos que en los dos años anteriores. También se incluyeron nuevos paneles de puerta.
Los Javelin VAM de 1970 recibieron un nuevo diseño de suspensión delantera con brazos de control dobles y rótulas. Las unidades con transmisiones manuales de cuatro velocidades incorporaron un varillaje Hurst como equipo instalado de fábrica, que anteriormente solo estaba disponible con el paquete Go Pack opcional y por separado en ciertos concesionarios. Un cambio a mitad de año reemplazó la transmisión manual Borg-Warner T10 importada a favor del modelo TREMEC 170-F de cuatro velocidades producido en Querétaro para cumplir con los porcentajes de equipos locales e importados exigidos por la ley.

#### 1971
El año 1971 fue vital para VAM, ya que representó un vuelco total para la empresa. Se presentó la nueva Camioneta Rambler American basada en la Hornet Sportabout, la Rambler Classic obtuvo todas las características de la nueva Matador de AMC y el Javelin fue rediseñado como una nueva generación. En el exterior, el automóvil era exactamente igual que su equivalente de AMC, con la única excepción de las ruedas y la falta de franjas y calcomanías de fábrica. Una característica única de la segunda generación del VAM Javelin fueron las ventanas de ópera de ojo de buey redondas montadas en los pilares C, instaladas por algunos concesionarios de VAM con o sin techos de vinilo.
El motor estándar era el nuevo propulsor de seis cilindros en línea y 282 plg³ (4,6 L) de 200 HP (149 kW; 203 CV), con relación de compresión de 9.5:1, equipado con un carburador Carter ABD de dos cuerpos. Fue el segundo motor de diseño propio de VAM, que llevó al Javelin a los niveles de rendimiento de su competencia V8. La versión Go Pack de este motor llevó al automóvil a su cénit en términos de rendimiento. El nuevo motor fue anunciado por dos emblemas "4.6" en ambos guardabarros delanteros. La única otra diferencia técnica de la nueva versión era una relación de transmisión del diferencial trasero de 3,07:1 para las unidades equipadas con transmisión automática. El interior experimentó más cambios, comenzando con los nuevos asientos envolventes con respaldo alto no reclinables completamente con emblemas "J" incorporados en los respaldos, así como en el centro del respaldo del asiento trasero. El tablero era de madera veteada; y el grupo de instrumentos fue una vez más completamente diferente al de los AMC Javelin. El nicho derecho albergaba un híbrido de reloj y tacómetro con el mismo diseño y apariencia que las unidades Rallye Pak de EE. UU., excepto en que estaba ajustado para motores de seis cilindros. El nicho central tenía un velocímetro que alcanzaba 240 km/h, un rango que lo ponía a la par como equivalente a la unidad de 140 MHP de AMC del Rallye Pak; pero los colores, los gráficos y la tipografía de la esfera eran los mismos que el de los relojes estándar. Esto creó un alto contraste entre el velocímetro y el híbrido reloj/tacómetro. En el nicho izquierdo estaban los indicadores de temperatura del agua y del combustible (pero sin presión de aceite ni amperímetro presentes). Al igual que los AMC Javelin, el automóvil ahora tenía una sola luz de techo en el centro y un nuevo diseño de pedal de freno para unidades con transmisión automática.

#### 1972
Todas las actualizaciones y revisiones de calidad e ingeniería que se vieron en los autos AMC para 1972 también estuvieron presentes en México. El VAM Javelin de 1972 experimentó mejoras considerables en términos de rendimiento y deportividad. Los muelles y amortiguadores deportivos junto con la barra estabilizadora delantera se pasaron a la lista de equipos estándar, al igual que los frenos de disco delanteros eléctricos y la dirección asistida, todo independientemente de la transmisión. Las unidades equipadas con transmisión manual de cuatro velocidades cambiaron a una relación de transmisión del diferencial trasero de 3,31:1 e incluyeron una consola central con un compartimiento con cerradura como equipo estándar. Las transmisiones automáticas Borg-Warner "Shift-Command" fueron reemplazadas por el nuevo sistema A998 "Torque Command", un TorqueFlite suministrado por Chrysler. Una parrilla cromada sobre las luces traseras y la nueva parrilla delantera de rejilla rectangular de los AMC Javelin también llegaron a los modelos de VAM. El exterior incluyó por primera vez diseños con bandas de fábrica. El interior vio nuevos patrones de asientos y un nuevo volante deportivo de tres radios con la leyenda "American Motors" en la tapa de plástico transparente del botón de la bocina. Además, se introdujo un nuevo diseño de columna de dirección con una palanca de seguridad incorporada para activar el bloqueo de la dirección y desapareció el mecanismo que bloqueaba la palanca de cambios con el interruptor de encendido.

#### 1973
Para el modelo del año 1973, el VAM Javelin recibió cambios estéticos. El automóvil incorporó el nuevo diseño de parrilla rectangular más pequeña con luces de estacionamiento rectangulares integradas y parrilla de malla, salidas de aire situadas debajo de la parte delantera de los guardabarros para enfriar los frenos, el diseño de luces traseras de "pantalla de TV" con un emblema de ojo de buey central más grande entre ellos, y nuevos patrones de asientos originales. Mecánicamente, el automóvil era el mismo que el año anterior, con la única excepción de un nuevo diseño de la culata del motor con válvulas más grandes y balancines independientes sin eje tipo flauta. Excepto por la falta de puertos de admisión, estos cabezales eran las mismas unidades que se usaban en los motores Go Pack. Estos fueron los Javelin más potentes construidos por VAM. De manera similar a los originales mexicanos, los Javelin de segunda generación no estaban disponibles con bobinas de inducción de capucha. Las ventas de aquel año fueron menores a las de temporadas anteriores y el inicio de la certificación de emisiones de motores prevista por el gobierno mexicano para el año siguiente afectaría a todos los motores a gasolina de alta compresión producidos en el país. Esto comenzó a amenazar no solo al Javelin, sino a todos los coches de alto rendimiento producidos en México. Todo esto, más la necesidad de abrir un espacio para introducir la línea Gremlin y la percepción de la compañía de que el nuevo modelo cupé Matador podría tomar asumir el papel de nuevo modelo representativo de la marca, hizo que VAM dejara de producir el Javelin a finales de 1973, un año antes de que terminara la producción del Javelin de AMC en los EE. UU.

### Venezuela
Constructora Venezolana de Vehículos C.A. era una subsidiaria de AMC. La firma ensambló modelos del AMC Javelin entre 1968 y 1974 en sus instalaciones de Caracas, Venezuela.
El Javelin venezolano de 1968 estaba equipado con el motor V8 de 290 plg³ (4,8 L). En 1969 llegó con la versión de 343 plg³ (5,6 L), equipado con transmisión automática o manual de cuatro velocidades.
Para los Javelin de 1972-1974 (segunda generación), el único tren motriz disponible para el mercado venezolano era el motor AMC de 360 plg³ (5,9 L) con un carburador de 4 cuerpos, acoplado a la transmisión automática de origen Chrysler.

### Filipinas
Si bien Filipinas fue casi exclusivamente un mercado de automóviles estadounidense hasta 1941, los años posteriores a la Segunda Guerra Mundial vieron la llegada de automóviles europeos al mercado. A pesar de la saturación de marcas internacionales, American Motors Corporation logró establecerse allí, y el Rambler Classic y el Rambler American fueron ensamblados localmente en Filipinas por Luzon Machineries en Manila. Luzon Machineries luego ensambló el AMC Javelin de 1968-1970, uno de los dos únicos pony cars que estuvieron disponibles en Filipinas (el otro fue el Chevrolet Camaro). El Javelin ensamblado en Filipinas vino solo con el motor AMC de seis cilindros en línea y 258 pulgadas cúbicas (4,2 L). En 1970, Luzon Machineries comenzó a suspender la fabricación de vehículos de pasajeros, y en 1970 solo se produjo una docena de Javelin.

### Reino Unido
American Motors exportó vehículos de fábrica con volante a la derecha al Reino Unido construidos en la planta de Brampton en Ontario, Canadá, comercializados en el Reino Unido por Rambler Motors (A.M.C.) Ltd de Chiswick, Londres Oeste. La planta de Chiswick había ensamblado previamente vehículos Hudson, Essex y Terraplane desde 1926, y se había convertido en una subsidiaria de AMC en 1961, que después importó vehículos AMC completos. El depósito de Chiswick se convirtió en el centro de piezas Rambler para todo el Reino Unido, Europa y Oriente Medio. También conservaron piezas para los Hudson y el Austin Metropolitan de construcción inglesa.
Para 1968, el Javelin del mercado del Reino Unido estaba disponible solo con volante a la izquierda. A partir de 1969, los Javelin del mercado del Reino Unido se exportaron con el volante a la derecha de fábrica.

## Legado y coleccionismo
El Javelin se encuentra entre los modelos "muy apreciados" entre los fanáticos de AMC.
El editor especialista de la sección de automóviles del Chicago Sun-Times, Dan Jedlicka, escribió que el Javelin, que él describe como "bellamente esculpido" y "uno de los coches más atractivos de la década de 1960", "finalmente se está ganando el respeto de los coleccionistas, junto con unos precios más altos". La primera generación del Javelin también ha sido descrita como un "clásico estadounidense divertido y asequible, con un rico pedigrí y estilo de carreras que siempre se destacará de los omnipresentes pony cars de Ford, General Motors y Chrysler".
El AMC Javelin no alcanza los altos precios de algunos otros muscle car y pony car, pero ofrece el mismo tipo de estilo y espíritu para los coleccionistas. Sin embargo, en su día, el automóvil se vendió en cantidades respetables, superando regularmente tanto al Plymouth Barracuda como al Dodge Challenger, que son populares entre los coleccionistas de hoy en día.
El Antique Automobile Club of America (AACA) divide los AMC Javelin del tipo "muscle" en dos categorías: Clase 36-e para modelos base Javelin y SST de 1968–69 equipados de fábrica con motores V8 de 343 plg³ (5,6 L) o más grandes con carburadores de 4 cuerpos; y Clase 36-j para los modelos Javelin, SST y AMX de 1970–74 equipados de fábrica con motores V8 de 360 plg³ (5,9 L) o más grandes con carburadores de 4 cuerpos. Los Jaaveline construidos con motores más pequeños compiten en las clases regulares de AMC según su respectiva década de producción.
Según las estimaciones de la "Guía de precios de coches de colección de 2006", algunos de los extras deseables incluyen los motores V8, en particular las versiones 390 y 401, así como el paquete "Go" y modelos especiales que incluyen colores "Big Bad". Las versiones AMX de 1971 a 1974 también tienen precios más altos, según varias guías de precios para coleccionistas. La edición Trans Am Victory de 1973 también agrega una prima en varios listados de tasación de autos clásicos, pero la calcomanía distintiva estaba fácilmente disponible y se ha agregado a muchos Javelin con el paso de los años.
El libro "Keith Martin's Guide to Car Collecting" describe que los Javelin brindan "estilo, potencia, nostalgia y diversión al aventurarse fuera de los caminos trillados... estos coches pasados por alto ofrecen un gran valor" e incluye los Javelin de 1971–1974 como uno de los "nueve muscle car durmientes".
La miniserie de 1978 Wheels, basada en el libro del mismo nombre de Arthur Hailey, usó un AMC Javelin de 1968 como base para su automóvil ficticio, conocido como "The Hawk".
Algunos propietarios utilizan los Javelins de segunda generación para construir hot rod, coches clásicos que han sido modificados para obtener más velocidad o aceleración.
Hay muchos clubes de automóviles AMC activos, incluso para propietarios interesados en competir en pruebas para coches antiguos. El Javelin compartió numerosas piezas mecánicas, de carrocería y de acabado con otros modelos de AMC, y hay proveedores que se especializados en estas piezas, así como en reproducciones de algunos componentes.

### AMC Javelin AMX con motor Hellcat
La compañía Ringbrothers de Spring Green, Wisconsin, construyó un AMC Javelin AMX personalizado de 1972 impulsado por un motor Chrysler Hemi "Hellcat" para el espectáculo SEMA Show de la Asociación de Mercado de Equipos Especiales de 2017. El motor Hemi Mopar de 6.2 litros estaba equipado con un sobrealimentador Whipple de 4.5 litros y preparado por Wegner Motorsports para producir 1036 HP (773 kW). El coche fue construido para Prestone y se llama "Defiant".